# Ulrich Biesinger
Ulrich „Uli“ Biesinger (* 6. August 1933 in Augsburg; † 18. Juni 2011 ebenda) war ein deutscher Fußballspieler.

## Karriere

### Vereine
In der Saison 1952/53 begann die Karriere von Ulrich Biesinger in der Oberliga Süd bei den Blau-Weißen vom Ballspiel-Club Augsburg. Sein Debüt in der höchsten deutschen Spielklasse absolvierte er am 24. August 1952 bei der 2:3-Niederlage im Auswärtsspiel gegen den VfB Stuttgart, wobei dem 19-Jährigen ein Tor gelang. Insgesamt bestritt das Sturmtalent 30 Einsätze mit 13 Toren an der Seite der Leistungsträger Georg Platzer, Ludwig Schlump und Franz Bachl. Mit dem BCA konnte er nie um die Spitzenplätze in der Oberliga Süd konkurrieren, er zog deshalb auch nie in die Endrunde um die deutsche Meisterschaft ein. Auch als das überragende Halbstürmertalent Helmut Haller in der Saison 1957/58 an die Seite von Biesinger rückte, kam nicht mehr als ein zwölfter Platz für den BCA heraus. Im Jahr danach, 1959, schoss Biesinger zwar 18 Tore für seinen Verein, aber auch das verhinderte nicht am Rundenende den Abstieg. Von 1952 bis 1959 bestritt der Mittelstürmer mit Schusskraft und guter Ballbehandlung 187 Oberliga-Spiele mit 105 Toren. Biesinger stieg 1959 mit seinem Verein in die 2. Liga Süd ab.
Da der sofortige Aufstieg nicht gelang, der BCA belegte den 6. Rang, wechselte er zur Saison 1960/61 zum SSV Reutlingen 05. Für Reutlingen bestritt er in den letzten drei Spielzeiten der Oberliga-Ära (1960/61 bis 1962/63) 78 Punktspiele und erzielte 44 Tore. In der ersten Saison beim SSV brachte er zusammen mit Torhüter Karl Bögelein und Angreifer Hans-Georg Dulz den Club am Fuße der Achalm auf den ausgezeichneten fünften Rang. Ulrich Biesinger rangiert mit seinen 149 Toren in 265 Spielen auf dem dritten Rang der ewigen Torschützenliste der Oberliga Süd. Mit dem Bundesligastart 1963 kehrte er wieder in seine Heimatstadt Augsburg zurück und schloss sich dem BCA in der Regionalliga Süd zur Saison 1963/64 an. In 35 Einsätzen erzielte der Routinier 16 Tore, der Verein stieg aber als 19. in die Amateuroberliga Bayern ab, die er mit der Mannschaft am Saisonende 1964/65 als Zweiter abschloss.
Der in der Regionalliga Süd spielende Lokalrivale TSV Schwaben Augsburg überredete den 32-Jährigen zur Saison 1965/66 zum innerstädtischen Wechsel. Nach den ersten sechs absolvierten Spieltagen erlitt Ulrich Biesinger eine Meniskusverletzung und hatte deshalb eine Verletzungspause von Oktober 1965 bis Februar 1966 zu überstehen. Am 6. März 1966 unternahm er den ersten Versuch der Karrierefortsetzung im Heimspiel gegen die SpVgg Weiden, im Auswärtsspiel gegen den VfR Mannheim am 24. April 1966 folgte der zweite Anlauf, aber die aktive Laufbahn war nach acht Spielen durch die Kniebeschwerden in der Regionalliga Süd in der Saison 1965/66 beendet.

### Nationalmannschaft
Am 4. Juni 1953 stürmte der noch 19-jährige Mittelstürmer Ulrich Biesinger eine Halbzeit in der süddeutschen Auswahl bei einem Testspiel gegen eine DFB-Auswahl so überzeugend vor den Augen von Bundestrainer Sepp Herberger, dass dieser ihn umgehend für das B-Länderspiel am 14. Juni 1953 in Düsseldorf gegen die Auswahl Spaniens nominierte und auch beim 5:2-Erfolg einwechselte. Am 24. April 1954 folgte der zweite Einsatz in Offenburg gegen die Auswahl der Schweiz. Anfang Mai 1954 wurde er vom DFB der FIFA für das 40er-Aufgebot zur Weltmeisterschaft 1954 in der Schweiz gemeldet. In den Jahren 1955 bis 1958 bestritt Biesinger noch fünf weitere Spiele für die deutsche B-Nationalmannschaft. Dabei erzielte er drei Tore. Für Süddeutschland spielte er letztmals am 12. April 1959 beim Spiel in Hannover gegen Norddeutschland repräsentativ.
Obwohl er nur Ersatzspieler ohne Einsatz bei der Weltmeisterschaft 1954 war, erhielt er mit der Mannschaft das Silberne Lorbeerblatt.
Den ersten Länderspieleinsatz bestritt Ulrich Biesinger am 26. September 1954 in Brüssel gegen die Auswahl Belgiens, da hatte er bereits den Gewinn der Weltmeisterschaft 1954 in der Schweiz als Ersatzspieler ohne Einsatz miterlebt. Bundestrainer Sepp Herberger schickte den Debütanten an der Seite der Weltmeister Rahn, Morlock, Ottmar Walter und Klodt in die erste Begegnung nach dem WM-Turnier in der Schweiz. Im Jahr 1955 folgten zwei Einsätze gegen die Auswahlen Irlands und Norwegens und 1956 drei weitere Länderspielberufungen, bei denen er auch zwei Tore erzielte. Für die fünf A-Länderspiele im Jahre 1957 wurde er nicht berufen. Als der Bundestrainer Mitte April 1958 die 40er-Liste für die Weltmeisterschaft 1958 in Schweden bekannt gab, aus der dann die 22 Schweden-Fahrer ausgewählt werden mussten, benannte er die Mittelstürmer Alfred Kelbassa, Uwe Seeler und Ulrich Biesinger. Der Mittelstürmer vom BCA konnte dann in den Testspielen einer A-Auswahl gegen eine B-Auswahl am 23. April in Kassel, am 29. April in Essen gegen eine Juniorenauswahl und am 1. Mai gegen Luxemburg seine Tauglichkeit für die Mannschaft des Titelverteidigers versuchen unter Beweis zu stellen, aber ohne Erfolg. Zum WM-Lehrgang vom 12. bis 24. Mai 1958 in die Sportschule Grünwald wurde er vom Bundestrainer nicht mehr eingeladen. Nach dem Turnier in Schweden wurde Biesinger wieder in das Nationalteam berufen. Er stand im Aufgebot für das Länderspiel am 21. Dezember 1958 im Augsburger Rosenaustadion gegen die Auswahl Bulgariens, kam beim 3:0-Erfolg aber nicht zum Einsatz. Sein siebtes Länderspiel bestritt er dann am 28. Dezember 1958 in Kairo gegen die Auswahl Ägyptens. Am 1. Januar 1959 folgte noch der Einsatz in einer Deutschland-Auswahl in Kairo gegen eine ägyptische Auswahl. Mit dem 2:1-Erfolg endete die internationale Karriere von Ulrich Biesinger.

## Sonstiges
Nach seiner aktiven Zeit arbeitete Ulrich Biesinger im Augsburger Raum bei verschiedenen Amateurvereinen als Trainer. Seinen Lebensunterhalt bestritt der gelernte Mechaniker in der Expedition eines großen Unternehmens.
Biesinger engagierte sich für das Team der Augsburger Benefiz-Fußballelf Datschiburger Kickers, die sich dem Fundraising für wohltätige Zwecke verschrieben hat.
Am 18. Juni 2011 verstarb Biesinger in stationärer Behandlung und hinterließ seine Frau Elfriede, mit der er seit 1956 verheiratet war.
Am 22. August 2018 gab der FC Augsburg bekannt, dass die Stehplatztribüne der WWK-Arena in „Ulrich Biesinger-Tribüne“ umbenannt werden soll. Vorausgegangen war eine Kampagne der aktiven Fanszene, die mit dieser Maßnahme die Leistungen und Verdienste Biesingers vor dem Vergessen bewahren wollte.

## Erfolge
- Fußballweltmeister 1954 (als Ersatzspieler ohne Einsatz)
- Dritter Rang der ewigen Torschützenliste der Oberliga Süd (149 Tore in 265 Spielen)